# Франк Майслер
Франк Майслер (нім. Frank Meisler; 1929 рік, Данциг - 24 березня 2018 року, Яффа, Ізраїль) — ізраїльський скульптор. Автор пам'ятника Сталіну, Рузвельту і Черчиллю в Сочі, а також серії присвячених програмі «Кіндертранспорт» скульптурних композицій.

## Біографія
У серпні 1939 року був перевезений до Англії під час програми «Кіндертранспорт». За три дні після його від'їзду, батьки були депортовані в гетто Варшави і пізніше загинули в Освенцимі. Навчався в Англії, отримав ступінь по архітектурі в Манчестерському університеті.
В 1960 році оселився в Ізраїлі. Жив і працював в старому місті Яффо, де знаходиться галерея його робіт.
Майслер помер в суботу, 24 березня 2018 року в Ізраїлі. Похований на кладовищі Гіват-Бренер. 